# Seninka
Seninka település Csehországban, Vsetíni járásban. Seninka Lhota u Vsetína, Jasenná, Prlov, Liptál, Leskovec és Valašská Polanka településekkel határos. Lakosainak száma 298 fő (2024. január 1.).

## Népesség
A település lakosságának változását az alábbi diagram mutatja:
| Lakosok száma | 390  | 431  | 413  | 377  | 363  | 317  | 320  | 305  | 302  | 298  |
|               | 1869 | 1890 | 1921 | 1950 | 1980 | 2001 | 2017 | 2019 | 2022 | 2024 |